# Shaun McRae
Pas d'image ? Cliquez ici
Shaun McRae, né le 21 décembre 1959, est un entraîneur australien de rugby à XIII. Entraîneur adjoint à Canberra Raiders dans les années 1990, il prend en main en Angleterre St Helens RLFC entre 1996 et 1999 (élu entraîneur de l'année en 1996), il rejoint ensuite Gateshead Thunder puis Hull FC avant de regagner l'Australie et les South Sydney Rabbitohs entre 2005 et 2006. Finalement il retourne en Angleterre en 2007 pour prendre en main les Salford City Reds. Il a également été à la tête de l'équipe d'Écosse en 1995.